# Anne-Marie Im Hof-Piguet

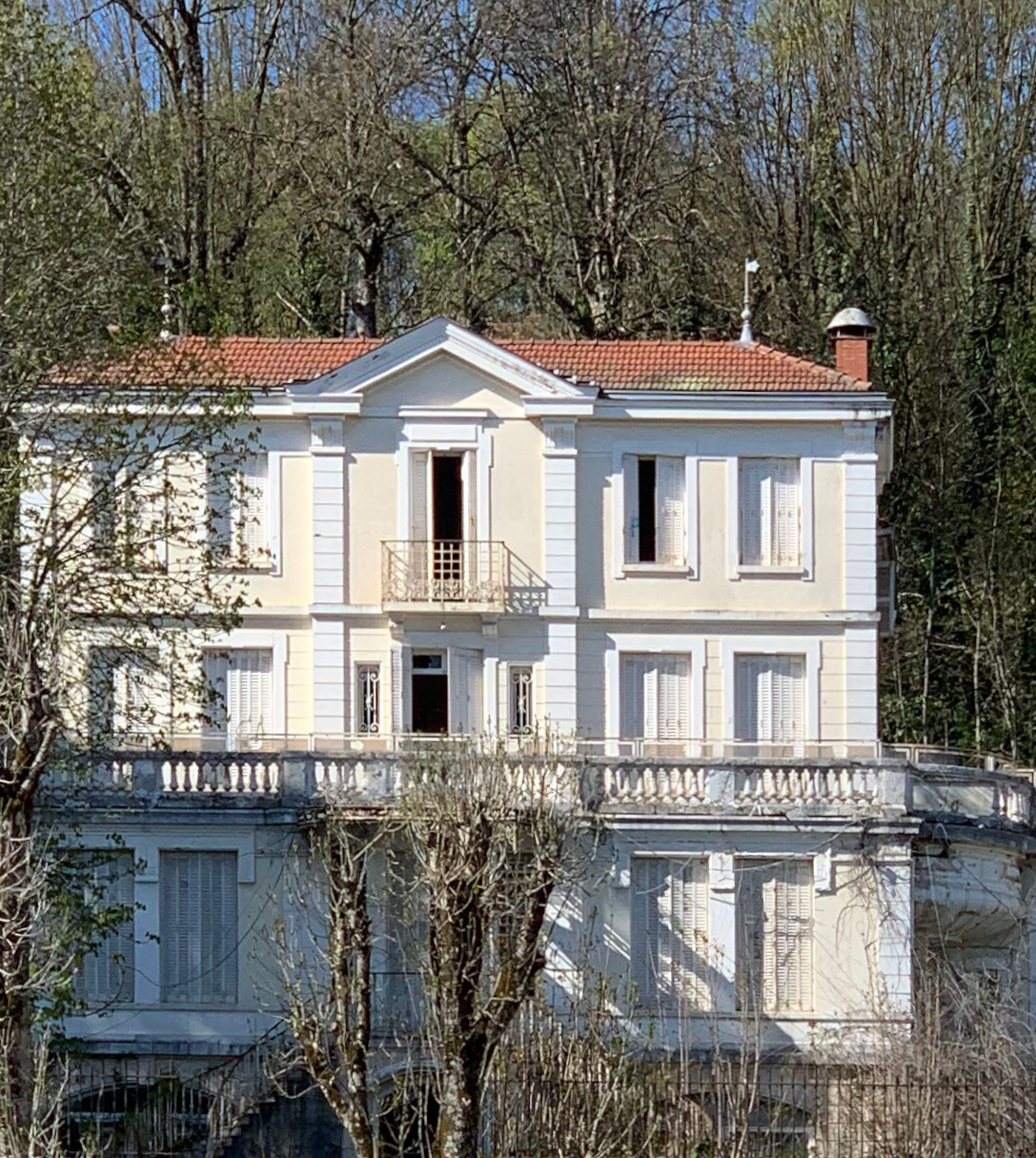
Château Bellevue de Montluel

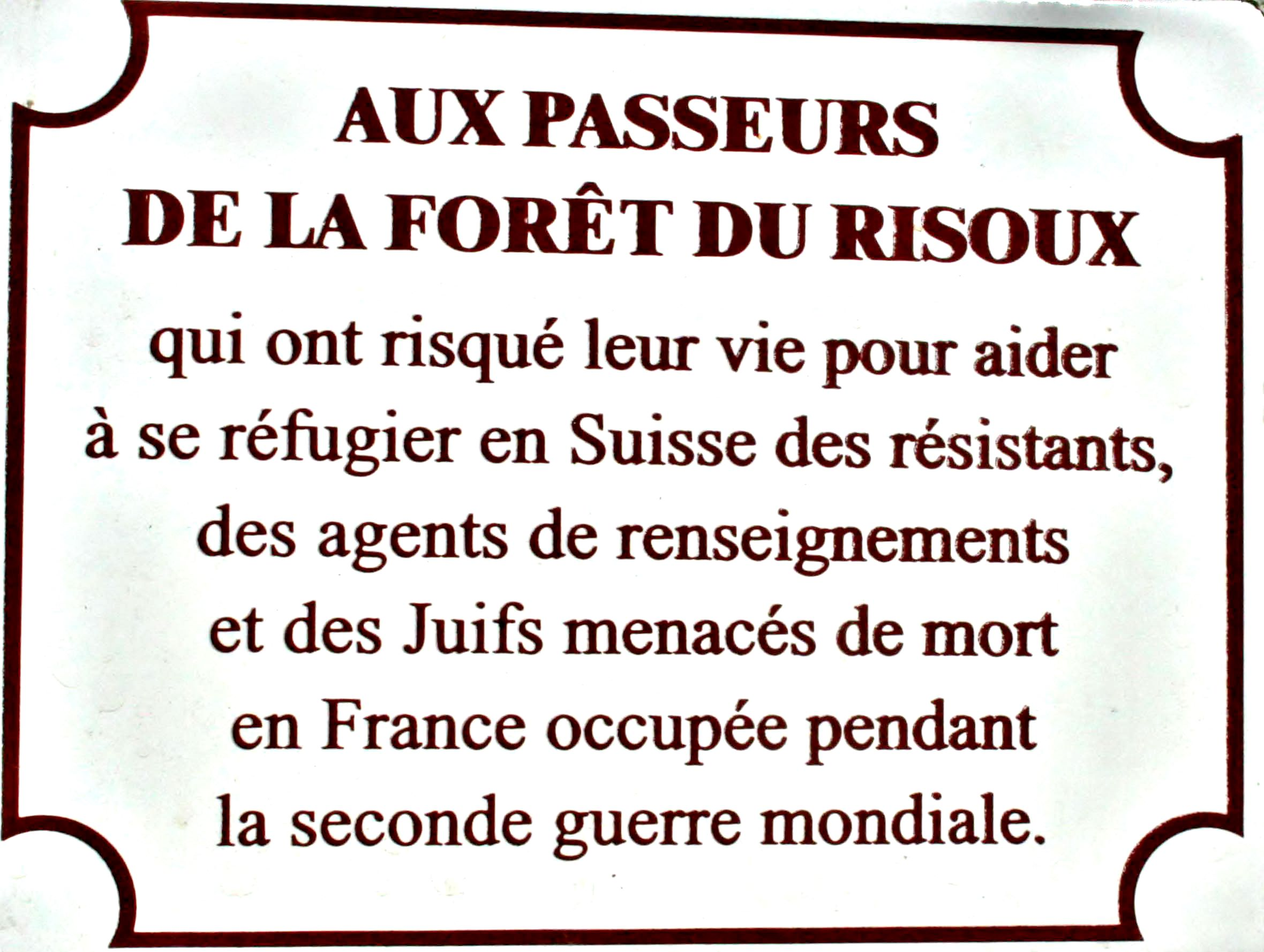
Gedenkstein in Chapelle-des-Bois

Anne-Marie Im Hof-Piguet (* 12. April 1916 in Martigny; † 18. Dezember 2010 in Bern) war eine Schweizer Fluchthelferin und Menschenrechtlerin.

## Leben
Anne-Marie Im Hof-Piguet wuchs im Vallée de Joux auf. Sie schloss 1940 ihr Studium der Geschichte an der Universität Lausanne mit dem Lizenziat ab. In den Jahren 1942–1944 arbeitete sie für die Kinderhilfe des Schweizerischen Roten Kreuzes im Château de Bellevue in Montluel und im Château de la Hille bei Toulouse.
Als die Nationalsozialisten auch den Süden Frankreichs besetzten, rettete Im Hof-Piguet zwölf jüdische Kinder und Erwachsene, indem sie half, sie illegal über die Grenze in die Schweiz zu bringen. Der Fluchtweg führte von La Hille über Toulouse, Lyon, Kinderkolonie Montluel, Champagnole (wo die Passeusen Victoria Cordier und ihre Schwester Madeleine wohnten) nach Chapelle-des-Bois. Von Chapelle-des-Bois, wo die Mutter der Résistanceangehörigen Victoria Cordier wohnte, über den in den Fels gehauenen Pfad Gy de l'Echelle am Mont Risoux bis zum Treffpunkt auf der Schweizer Seite in der Waldarbeiterhütte Hôtel d'Italie. Dort wurden die jüdischen Flüchtlinge von Im Hof-Piguets Vater, dem Forstinspektor Henri-Joseph Piguet, abgeholt. Ihre Mutter begleitete die Flüchtlinge nach Zürich zum Flüchtlingspfarrer Vogt.
Nach dem Zweiten Weltkrieg war sie als Lehrerin in den Kantonen Waadt und Basel-Stadt tätig. 1947 heiratete sie den Historiker Ulrich Im Hof, gründete eine Familie und arbeitete als Lehrerin in Bern.
1959 war sie Mitbegründerin von Swisscontact. 1985 veröffentlichte sie ihre Memoiren, wo sie ihre Erlebnisse als Rotkreuzhelferin beschrieb. Mit dem Preisgeld des Doron-Preises von 1998 lancierte sie die Akademie der Menschenrechte als Bildungs- und Begegnungszentrum.
Ihr Nachlass befindet sich im Archiv für Zeitgeschichte in Zürich.

## Ehrungen
- 1990 wurde sie als Gerechte unter den Völkern geehrt.[6]
- 1992 bekam sie den Preis der Doron-Stiftung.
- 1998 erhielt sie den Menschenrechtspreis der Schweizer Sektion der Internationalen Gesellschaft für Menschenrechte.
- 2014 Denkmal für die Fluchthelfer (Passeurs) des Risoux (Video)

## Werke
- La filière en France occupée 1942–1944. Editions de la Thièle, Yverdon-les-Bains 1985, ISBN 2-8283-0019-6. Deutsche Übersetzung: Fluchtweg durch die Hintertür: Eine Rotkreuz-Helferin im besetzten Frankreich 1942–1944. Im Waldgut, Frauenfeld 1987, ISBN 3-7294-0045-2.
- L’Académie des Droits de l’Homme: Un project en devenir. Editions du Tricorne, Genf 2005, ISBN 2-8293-0278-8. Deutsche Übersetzung: Die Akademie: Unterwegs zu einer Akademie der Menschenrechte – ein Lebensbericht. Sandkorn, Basel 2005, ISBN 3-9521036-1-6.

## Filme
- Anne-Marie Im Hof-Piguet: Juste parmis les nations (Schweiz 2009, 50 Min.)
- La filière. (Schweiz 1987, 37 Min., Regie Jacqueline Veuve)